# Liste des communes de la province de Frise
La province néerlandaise de Frise est constituée de 18 communes (depuis 2019).
| Commune           | Superficie totale | Superficie terre | Superficie mer | Population | Date population   | Densité (sup terre) | Maire                 | Parti Politique |
| ----------------- | ----------------- | ---------------- | -------------- | ---------- | ----------------- | ------------------- | --------------------- | --------------- |
| Achtkarspelen     | 103.98            | 102.40           | 1.58           | 28 010     | 1er janvier 2016  | 273.54              | Gerben Gerbrandy      | FNP             |
| Ameland           | 268.50            | 58.83            | 209.67         | 3 610      | 1er janvier 2016  | 61.36               | Albert de Hoop        | D66             |
| Dantumadiel       | 87.53             | 85.41            | 2.12           | 19 012     | 1er janvier 2016  | 222.60              | Sicko Heldoorn        | PvdA            |
| De Fryske Marren  | 559.93            | 361.83           | 198.10         | 51 277     | 1er janvier 2016  | 141.72              | Fred Veenstra         | CDA             |
| Harlingen         | 387.67            | 25.03            | 362.64         | 15 807     | 1er janvier 2016  | 631.52              | Roel Sluiter          | PvdA            |
| Heerenveen        | 187.76            | 180.86           | 6.90           | 50 273     | 1er janvier 2016  | 277.97              | Tjeerd van der Zwan   | PvdA            |
| Leeuwarden        | 166.99            | 151.70           | 15.29          | 107 902    | 1er janvier 2016  | 711.29              | Ferd Crone            | PvdA            |
| Noardeast-Fryslân | 516.40            | 374.67           | 141.78         | 45.433     | 2018              | 121.26              | Haijo Apotheker       | D66             |
| Ooststellingwerf  | 226.11            | 224.16           | 1.95           | 25 573     | 1er janvier 2016  | 114.08              | Harry Oosterman       | CDA             |
| Opsterland        | 227.64            | 224.63           | 3.01           | 29 836     | 1er janvier 2016  | 132.82              | Elisabeth van Selm    | D66             |
| Schiermonnikoog   | 199.07            | 43.99            | 155.08         | 918        | 1er janvier 2016  | 20.87               | Dick Stellingwerf     | CU              |
| Smallingerland    | 126.17            | 118.24           | 7.93           | 55 443     | 1er janvier 2016  | 468.90              | Tjeerd van Bekkum     | VVD             |
| Súdwest-Fryslân   | 841.56            | 459.64           | 381.92         | 84 040     | 1er janvier 2016  | 182.84              | Jannewietske de Vries | PvdA            |
| Terschelling      | 673.99            | 86.16            | 587.83         | 4 874      | 1er janvier 2016  | 56.57               | Bert Wassink          | GL              |
| Tytsjerksteradiel | 161.41            | 149.44           | 11.97          | 32 059     | 1er janvier 2016  | 214.53              | Eric ter Keurs        | VVD             |
| Vlieland          | 315.80            | 36.13            | 279.67         | 1 082      | 1er janvier 2016  | 29.95               | Tineke Schokker       | CDA             |
| Waadhoeke         | 317               | 284.76           | 32.24          | 46.089     | 30 septembre 2018 | 161.85              | Marga Waanders        | PvdA            |
| Weststellingwerf  | 228.45            | 221.19           | 7.26           | 25 518     | 1er janvier 2016  | 115.37              | Gerard van Klaveren   | VVD             |
| TOTAL             | 5 748.79          | 3 339.94         | 2 408.85       | 646 007    | 1er janvier 2016  | 193.42              |                       |                 |